# Automatyczny stabilizator
Automatyczny stabilizator – opisywany w makroekonomii efekt pasywnej polityki budżetowej państwa, która automatycznie reagując na zmiany sytuacji gospodarczej, samoczynnie powoduje ograniczenie wahań poziomu produkcji, bez konieczności podejmowania decyzji uznaniowych przez instytucje państwowe. Automatyczne stabilizatory prowadzą do wzrostu wpływów budżetowych w okresie ożywienia gospodarczego oraz ich spadku w okresie spowolnienia. Innymi słowy, poprzez ich działanie polityka budżetowa w okresie ożywienia staje się automatycznie restrykcyjna, a w okresie spowolnienia – ekspansywna.
Ważnymi automatycznymi stabilizatorami są:
- System podatkowy (szczególnie progresywny podatek dochodowy)
Większość podatków (wyjątkiem jest np. podatek pogłówny) jest ściśle powiązana z poziomem aktywności w gospodarce. Przy spowolnieniu gospodarczym dochodzi do automatycznego zmniejszenia obciążenia przedsiębiorstw i gospodarstw domowych, oraz redukcji wpływów budżetowych z tytułu podatków, natomiast przy wzroście aktywności gospodarczej, zarówno obciążenia podmiotów gospodarczych, jak i wpływy budżetowe z tytułu podatków automatycznie rosną. W sytuacji spowolnienia mechanizm ten oddziałuje zatem w kierunku zwiększenia zagregowanego popytu, natomiast w sytuacji ożywienia – w kierunku jego ograniczenia. Oddziaływanie systemu podatkowego jako automatycznego stabilizatora koniunktury jest szczególnie silne w przypadku progresywnej stopy opodatkowania: jeżeli stawki podatkowe mają charakter progresywny, zmiany obciążeń podatkowych i wpływów budżetowych z tytułu podatków są relatywnie większe, niż powodujące je zmiany aktywności gospodarczej. Badania empiryczne, np. analizy obejmujące gospodarkę USA w latach 1962–1995 i 1913–2000, potwierdzają, że taki stabilizujący efekt rzeczywiście zachodzi w praktyce, i sprzyja dłuższym i stabilniejszym okresom wzrostu[1][2].
- Świadczenia i transfery publiczne (np. zasiłek dla bezrobotnych, wydatki na pomoc społeczną)  
Obniżeniu aktywności gospodarczej zazwyczaj towarzyszy spadek dynamiki wynagrodzeń oraz wzrost stopy bezrobocia; w efekcie następuje zwiększenie płatności transferowych państwa, w tym wypłat zasiłków dla bezrobotnych. Oznacza to automatyczny wzrost wydatków państwa, oddziałujący w kierunku zwiększenia zagregowanego popytu. Z kolei w sytuacji ożywienia dynamika wynagrodzeń zazwyczaj rośnie, a stopa bezrobocia obniża się, a zatem zmniejszają się płatności transferowe państwa, co przyczynia się do ograniczenia wzrostu zagregowanego popytu[3].

Do najważniejszych zalet automatycznych stabilizatorów należy ich natychmiastowe działanie, niezależne od decyzji instytucji odpowiedzialnych za politykę budżetową. Automatyczne stabilizatory zmniejszają wahania koniunktury bez konieczności weryfikowania, czy wstrząs, któremu podlega gospodarka, jest na tyle silny, aby instytucje państwowe musiały zareagować, a także bez inicjowania czasochłonnego procesu decyzyjnego.
Najczęściej omawianą wadą automatycznych stabilizatorów jest fakt, że pomagają one jedynie łagodzić wahania poziomu produkcji, lecz nie eliminują ich.